# Verdrag van Ribemont (1179)
Het Verdrag van Ribemont  werd op 2 mei 1179 tussen de nakomelingen van de hertog Mattheus I van Lotharingen ondertekend. Deze was in 1176 gestorven en de opvolging van het hertogdom Lotharingen werd zowel door de oudste zoon Simon II als de tweede zoon Ferry I opgeëist. Beide broers voerden drie jaar lang oorlog, alvorens de verdeling van het hertogdom in Ribemont aan te passen; Simon ontving het zuidelijke Franstalige deel van het hertogdom en Ferry het noordelijke Duitstalige deel. In 1206 verenigde Ferry II door overerving de beide delen van het hertogdom weer.